# علار
علار (به لاتین: Illar) یک شهرک در دولت فلسطین است که در استان طولکرم واقع شده‌است. علار ۱۴ کیلومتر مربع مساحت و ۶٬۱۹۰ نفر جمعیت دارد.